# بيل أرمسترونغ (مدير فني)
بيل أرمسترونغ (بالإنجليزية: Bill Armstrong)‏ هو مدير فني أمريكي، ولد في 16 يوليو 1873 في ديب ريفر في الولايات المتحدة، وتوفي في 4 أغسطس 1938 في هامبتون في الولايات المتحدة.